# Pimenta-de-macaco
Xylopia aromatica popularmente pachinhos, pimenta de macaco, pimenta de negro., embira, pindaíba ou pimenta-de-bugre é uma árvore brasileira nativa do cerrado. Apesar do nome comum "pimenta-de-macaco" estas plantas possuem parentesco muito mais próximo com a gravioleira e a ateira do que com as plantas Piperáceas (a "família da pimenta").

## Galeria

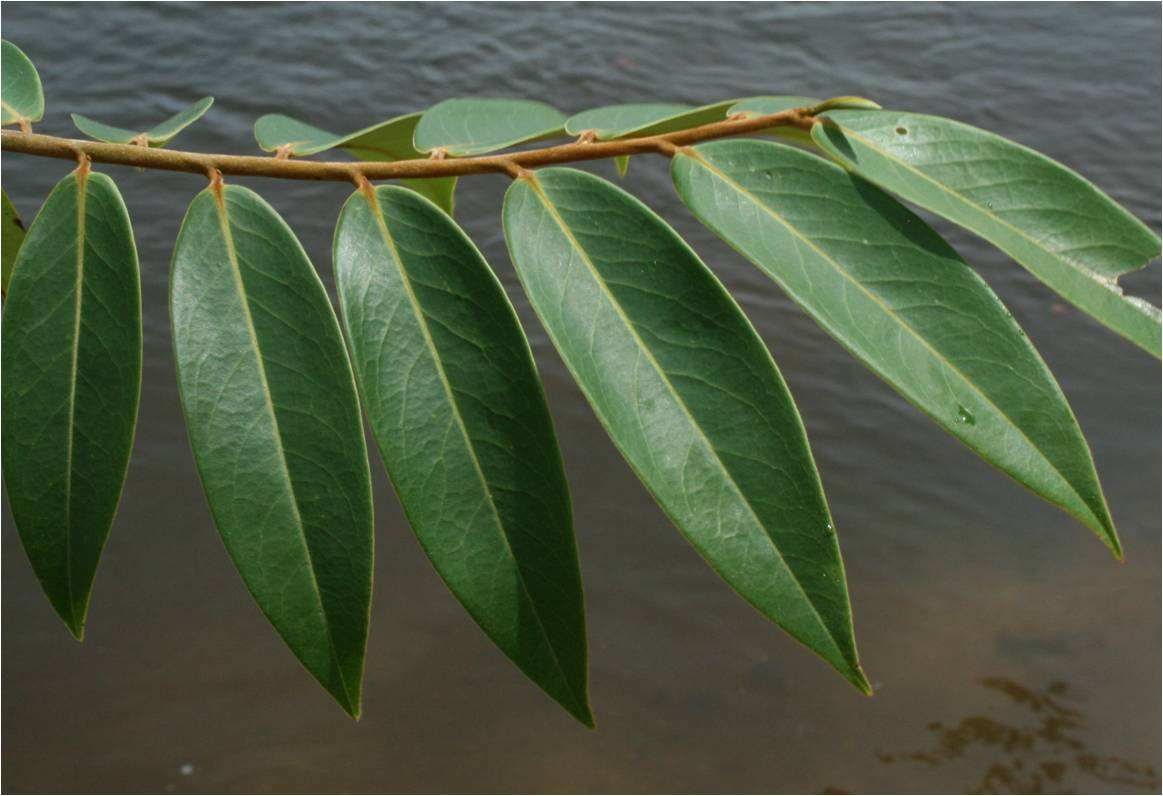
folhas
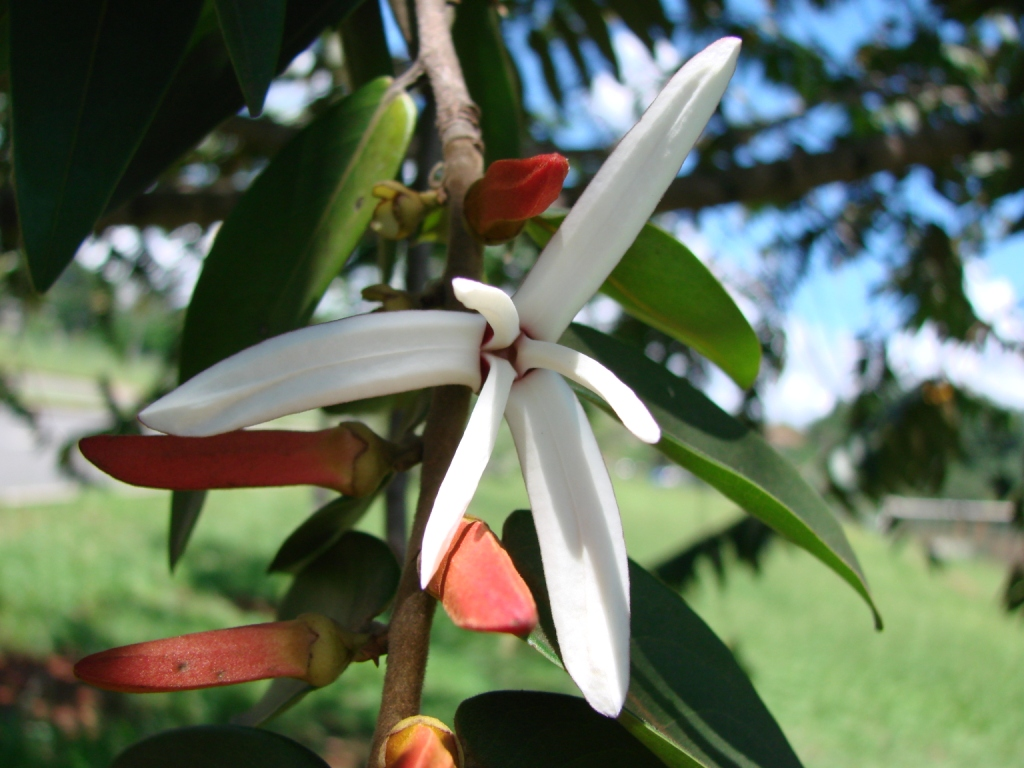
flores
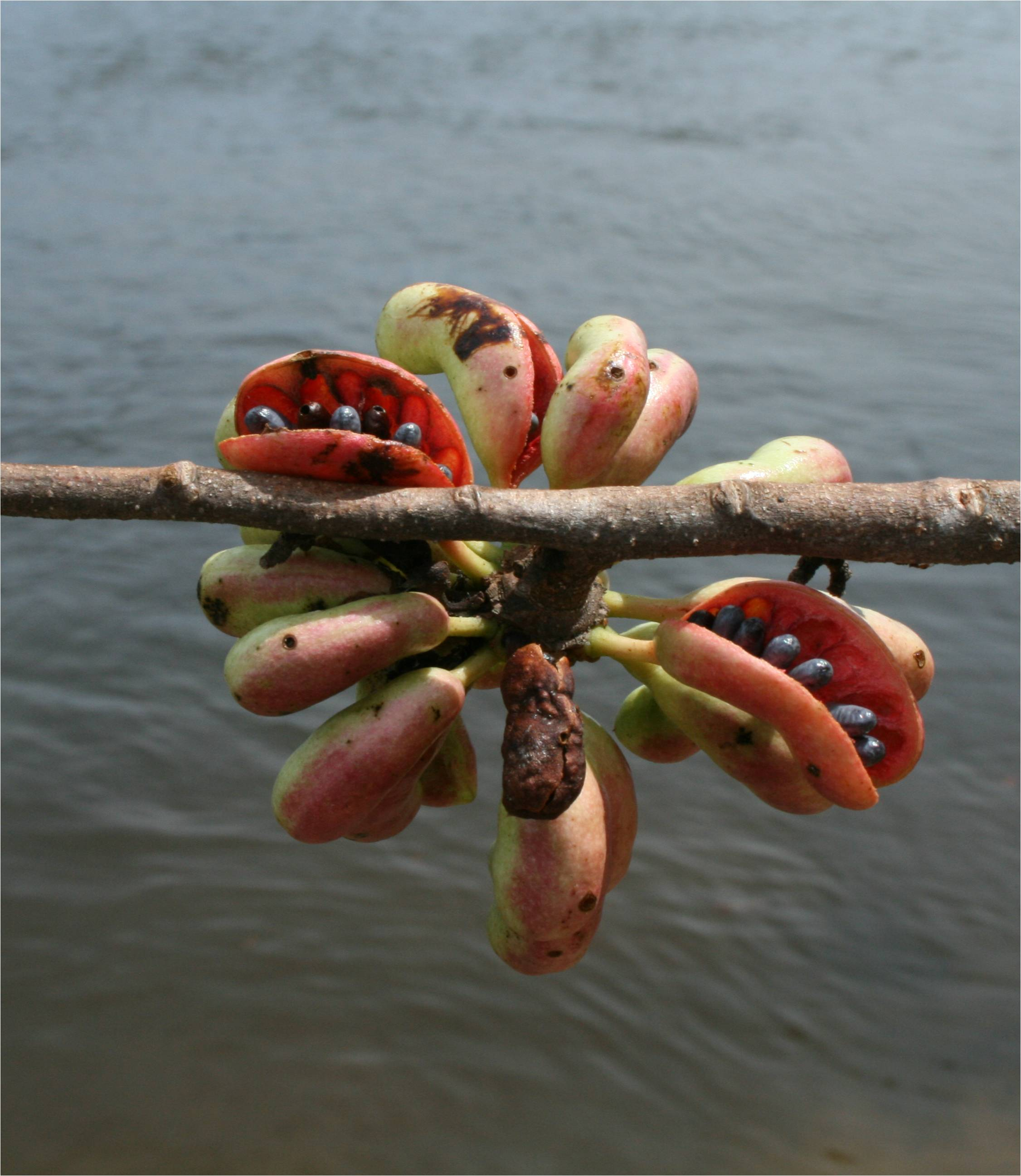
frutos